# 羊玄保
羊 玄保（よう げんほ、太和6年（371年）- 大明8年閏5月5日（464年6月24日））は、南朝宋の官僚。本貫は泰山郡南城県。

## 経歴
羊綏の子として生まれた。桓玄の楚における太常博士を初任とした。母が死去したため、辞職して喪に服した。何無忌や諸葛長民に参軍として招かれたが、いずれも就任しなかった。臨安県令に任じられた。劉穆之の推挙を受けて劉裕の下で鎮軍参軍となった。庫部郎や永世県令をつとめた。劉裕の下で太尉参軍となり、主簿に転じ、丹陽丞に任じられた。景平2年（424年）、入朝して尚書右丞となった。後に尚書左丞に転じた。王弘の下で司徒右長史をつとめて重用された。ほどなく入朝して黄門侍郎となった。
玄保は囲碁を得意とし、棋品は第3に格付けされた。文帝と太守の任を賭けて勝利し、宣城郡太守に任じられた。宣城郡にあること1年、廷尉となった。数ヶ月して、尚書吏部郎に転じ、御史中丞となった。衡陽王劉義季の下で右軍長史・南東海郡太守となり、輔国将軍の号を加えられた。入朝して都官尚書・左衛将軍となり、給事中の位を加えられた。丹陽尹となり、会稽郡太守に任じられた。さらに呉郡太守に転じた。
元嘉30年（453年）、劉劭が文帝を殺害して帝を称すると、玄保は吏部尚書となり、国子祭酒を兼ねた。まもなく光禄大夫の位を加えられた。孝武帝が即位すると、玄保は散騎常侍となり、崇憲衛尉を兼ねた。まもなく金紫光禄大夫の位を受けた。大明2年（458年）、右光禄大夫の位を受けた。大明5年（461年）、散騎常侍・特進を加えられた。
大明8年閏5月壬寅（464年6月24日）、死去した。享年は94。諡は定子といった。

## 子女
- 羊戎（通直郎）
- 羊咸
- 羊粲

## 伝記資料
- 『宋書』巻54 列伝第14
- 『南史』巻36 列伝第26